# Гуннар Яррінг
Гуннар Вільфрид Яррінг (12 жовтня 1907 — 31 травня 2002, Стокгольм) — шведський дипломат і науковець. Спеціальний представник Генерального секретаря ООН з урегулювання Близькосхідного конфлікту в 1967-91 роках.